# محمد بن عمران السلاوي
اسمه الكامل هو: الشيخ محمد بن محمد بن عمران الفتراوي السلاوي، وسمّاه بلديّوهُ: 'سيدي الإمام السلاوي' ويعرف خارج سلا بالإمام ابن المجراد السلاوي، ويذكر محمد حجي في «جولات تاريخية»  أن ابن المجراد أو (المِجْرادي) كنية لزمته دون أن يعرف أصلها إلا ما يمكن مقارنته بالتجرد الصوفي والزهد في الدنيا، وهذا شيء محقّق في الإمام السلاويّ.

## نسبته
هو من أهل سلا، وينسب إلى قبيلة فتراوة التي كانت مواطنها بين وادي بهت وقبيلة زعير، وكانت مدينة الخميسات تُدعى قديماً (فتراوة)، كما جاء في هامش 41، ص 39 من كتاب: بلغة الأمنيّة ومَقصد اللبيب.

## مؤهلاته وصفاته
جاء في ترجمته في كتاب: بلغة الأمنيّة ومَقصد اللبيب : (محدث، حافظ، راوية، له معرفة بالرجال والمغازي والسِّيَر، وكان رجلا صالحا حسن السيرة صادق اللهجة)، وهو عالم مشارك، اشتغل بالتدريس والتأليف، واشتهر بالتخصص في النحو والقراءات والفقه، وكان ملمّاً بالطب والتأريخ والسير.

## مؤلفاته
له  لامية الجمل وهي قصيدة تعليمية في موضوع إعراب الجُمل وشبه الجمل، تشتمل على اثنين وسبعين بيتا، من بحر الطويل، شرح الدّرر، (إيضاح الأسرار والبدائع - مخطوط) في طنجة، وغيرها.

## وفاته ومدفنه
ذكره الناصري في الاستقصا لأخبار دول المغرب الأقصى، في وفيات سنة 778 هـ، وقال: وقبره مشهور بها أي بسلا إلى الآن، وعليه قبة صغيرة، وهو من مزارات سلا خارج باب المعلقة منها عن يمين الخارج، وأهل سلا يسمونه: سيدي الإمام السلاوي.

## معتقد بعض الناس فيه
يذكر محمد حجي أن أهل سلا كانوا يأخذون أبناءهم في مراحل تعليمهم الأولى لزيارة ضريحه خارج باب معلقة لكتابة شيء مّا في الجدار ليكون خط الزائر الصغير حسنا وتعليمه موفّقاً.